# Andy García
Andy García, pseudonimo di Andrés Arturo García Menéndez (L'Avana, 12 aprile 1956), è un attore, regista e produttore cinematografico cubano naturalizzato statunitense.
È stato candidato all'Oscar al miglior attore non protagonista per l'interpretazione di Vincent Mancini ne Il padrino - Parte III.

## Biografia
I suoi genitori erano René García Núñez, un mercante cubano, e Amelie Menéndez, un'insegnante cubana di lingua inglese. Ha una sorella, Tessi, e un fratello, René, entrambi più grandi. Nel 1961, a seguito della rivoluzione nell'isola caraibica di Fidel Castro, emigra negli Stati Uniti con la famiglia, stabilendosi a Miami, in Florida. Anche da adulto sosterrà posizioni politiche conservatrici, votando infatti sempre per il Partito Repubblicano. Superate le difficoltà dei primi anni da immigrato, il padre di Andy diviene un ricco importatore di profumi, mentre il futuro attore eccelle nella pallacanestro. A seguito di un'epatite, il giovane Andy deve rinunciare alla carriera sportiva e incentra i suoi interessi nell'apprendimento della recitazione. Nel 1979 si trasferisce a Los Angeles, in cerca di un ingaggio come attore. Dopo alcune piccole partecipazioni in serie televisive, tra cui Hill Street giorno e notte nel 1984, nel 1986 ottiene la prima parte di rilievo nel film 8 milioni di modi per morire del regista Hal Ashby, dove interpreta il ruolo di Angel Moldonado, trafficante di droga.
Le capacità espressive dimostrate in questo film convincono Brian De Palma ad affidare a Garcia il ruolo del poliziotto italo-americano George Stone in The Untouchables - Gli intoccabili (1987). Nel 1990 recita ne Il padrino - Parte III, ultimo episodio della trilogia, nel ruolo di Vincent Mancini, figlio illegittimo di Sonny Corleone. Grazie a questa interpretazione ottiene la candidatura all'Oscar. Nel 1994 affianca Meg Ryan nel film Amarsi. Tra i maggiori successi commerciali l'interpretazione di Terry Benedict, antagonista di Danny Ocean (George Clooney) nella trilogia iniziata con Ocean's Eleven (2001) e conclusasi nel 2007. Le interpretazioni dell'attore di origine cubana diventano molteplici, con una particolare attenzione alla sua terra d'origine; è il caso anche di The Lost City (2005), suo esordio registico nel lungometraggio. Nel 2008 presta la voce per il film Beverly Hills Chihuahua ed è con Giancarlo Giannini presidente di giuria al concorso di Miss Italia. Nel 2012 partecipa al disco del cantautore italiano Eros Ramazzotti, intitolato Noi, in qualità di voce recitante in Yo soy tú, versione spagnola del brano Io sono te mentre nel 2016, diretto da Emanuele Crialese, presta il volto in Sicilia alla pubblicità dell'Amaro Averna.

## Vita privata
Nel 1982 sposa Maria Vittoria "Marivi" Lorido, anch'ella di origine cubana, da cui ha avuto 4 figli: Dominik, Daniella (1988), Alessandra (1991) e Andrés García (2002).
Esiste una leggenda metropolitana secondo la quale García sarebbe venuto alla luce congiunto per una spalla ad un fratello gemello nato morto, in seguito asportato tramite un intervento chirurgico che gli avrebbe lasciato una vistosa cicatrice. Questa tesi non ha mai trovato riscontro in alcuna dichiarazione dell'attore, come non esistono prove fotografiche che rivelino la cicatrice. La leggenda si è probabilmente originata dalla reticenza dell'attore a girare scene a torso nudo.

## Idee politiche
Andy García ha espresso in numerose occasioni la sua totale avversione al regime comunista cubano. Dopo la morte di Fidel Castro ha commentato: "Voglio esprimere il dispiacere che provo per tutti i cubani che hanno sofferto le atrocità e le repressioni causate da Fidel Castro e dal suo regime totalitario". L'attore fa in parte riferimento alle sue vicende biografiche nel film The Lost City, ambientato durante gli anni della Rivoluzione cubana.

## Filmografia

### Attore

#### Cinema

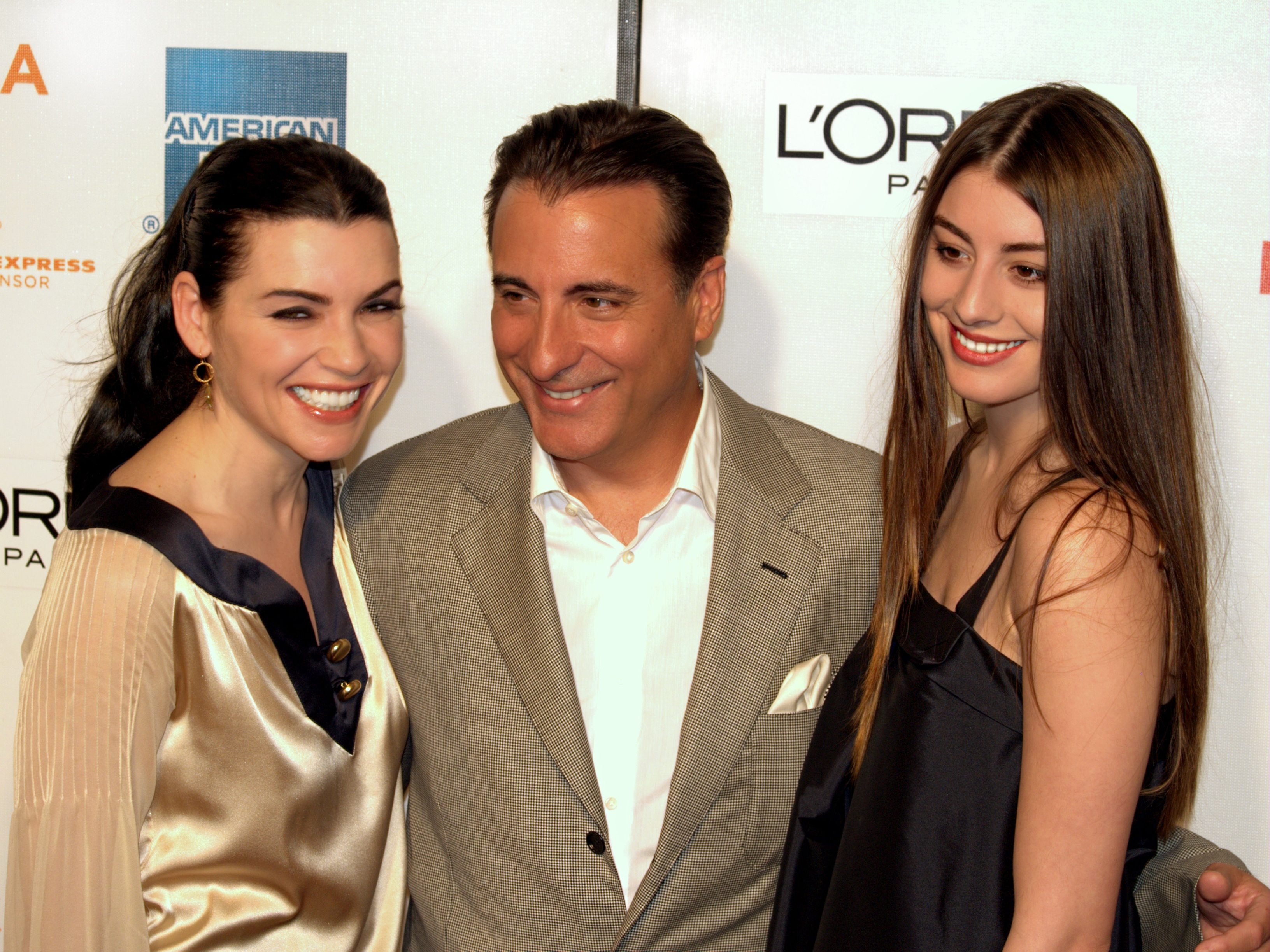
Andy García con Julianna Margulies (a sinistra) e sua figlia Dominik García-Lorido al Tribeca Film Festival 2009

- Blue skies again, regia di Richard Michaels (1983)
- Guaguasi, regia di Jorge Ulla (1983)
- Nudi in paradiso (A Night in Heaven), regia di John G. Avildsen (1983)
- Anime gemelle (The Lonely Guy), regia di Arthur Hiller (1984) – non accreditato
- Maledetta estate (The Mean Season), regia di Philip Borsos (1985)
- 8 milioni di modi per morire (8 Million Ways to Die), regia di Hal Ashby (1986)
- The Untouchables - Gli intoccabili (The Untouchables), regia di Brian De Palma (1987)
- La forza della volontà (Stand and Deliver), regia di Ramon Menéndez (1988)
- American Roulette, regia di Maurice Hatton (1988)
- Black Rain - Pioggia sporca (Black Rain), regia di Ridley Scott (1989)
- Prova di forza (A Show of Force), regia di Bruno Barreto (1990)
- Il padrino - Parte III (The Godfather: Part III) , regia di Francis Ford Coppola (1990)
- Affari sporchi (Internal Affairs), regia di Mike Figgis (1990)
- L'altro delitto (Dead Again), regia di Kenneth Branagh (1991)
- Eroe per caso (Hero), regia di Stephen Frears (1992)
- Gli occhi del delitto (Jennifer Eight), regia di Bruce Robinson (1992)
- Amarsi (When a Man Loves a Woman), regia di Luis Mandoki (1994)
- Cosa fare a Denver quando sei morto (Things to Do in Denver When You're Dead), regia di Gary Fleder (1995)
- Il gemello scomodo (Steal Big Steal Little), regia di Andrew Davis (1995)
- Prove apparenti (Night Falls on Manhattan), regia di Sidney Lumet (1997)
- The Disappearance of Garcia Lorca, regia di Marcos Zurinaga (1997)
- Hoodlum, regia di Bill Duke (1997)
- Soluzione estrema (Desperate Measures), regia di Barbet Schroeder (1998)
- Biglietti... d'amore (Just the Ticket), regia di Richard Wenk (1999)
- Lakeboat, regia di Joe Mantegna (2000)
- Ocean's Eleven - Fate il vostro gioco (Ocean's Eleven), regia di Steven Soderbergh (2001)
- The Unsaid - Sotto silenzio (The Unsaid), regia di Tom McLoughlin (2001)
- L'ultimo gigolò (The Man from Elysian Fields), regia di George Hickenlooper (2001)
- Just like Mona, regia di Joe Pantoliano (2003)
- Confidence - La truffa perfetta (Confidence), regia di James Foley (2003)
- L'ultima porta - The Lazarus Child (The Lazarus Child), regia di Graham Theakstone (2004)
- I colori dell'anima (Modigliani), regia di Mick Davis (2004)
- La tela dell'assassino (Twisted), regia di Philip Kaufman (2004)
- Ocean's Twelve, regia di Steven Soderbergh (2004)
- The Lost City, regia di Andy Garcia (2005)
- Smokin' Aces, regia di Joe Carnahan (2006)
- Ocean's Thirteen, regia di Steven Soderbergh (2007)
- The Air I Breathe, regia di Jieho Lee (2007)
- New York, I Love You, regia di Wen Jiang (2009)
- La Pantera Rosa 2 (The Pink Panther 2), regia di Harald Zwart (2009)
- City Island, regia di Raymond De Felitta (2009)
- La linea (The Line), regia di James Cotten (2009)
- Across the Line, regia di R. Ellis Frazier (2010)
- Linea nemica - 5 Days of War (5 Days of War), regia di Renny Harlin (2011)
- Cristiada (For Greater Glory: The True Story of Cristiada), regia di Dean Wright (2012)
- Open Road, regia di Marcio Garcia (2012)
- A Dark Truth - Un'oscura verità (A Dark Truth), regia di Damian Lee (2012)
- Innamorarsi a Middleton (At Middleton), regia di Adam Rodgers (2013)
- Un Natale speciale, regia di John Kent Harrison (2013)
- Rob the Mob, regia di Raymond De Felitta (2014)
- Bastardi in divisa (Let's Be Cops), regia di Luke Greenfield (2014)
- La regola del gioco (Kill the Messenger), regia di Michael Cuesta (2014)
- Ghostbusters, regia di Paul Feig (2016)
- Max Steel, regia di Stewart Hendler (2016)
- Autobiografia di un finto assassino (True Memoirs of an International Assassin), regia di Jeff Wadlow (2016)
- Passengers, regia di Morten Tyldum (2016) – cameo
- Geostorm, regia di Dean Devlin (2017)
- Bent - Polizia criminale (Bent), regia di Bobby Moresco (2018)
- Book Club - Tutto può succedere (Book Club), regia di Bill Holderman (2018)
- Mamma Mia! Ci risiamo (Mamma Mia! Here We Go Again), regia di Ol Parker (2018)
- Il corriere - The Mule (The Mule), regia di Clint Eastwood (2018)
- Against the Clock, regia di Mark Polish (2019)
- Ana, regia di Charles McDougall (2020)
- Quello che tu non vedi (Words on Bathroom Walls), regia di Thor Freudenthal (2020)
- Redemption day, regia di Hicham Hajji (2021)
- Barb e Star vanno a Vista Del Mar (Barb & Star Go to Vista Del Mar), regia di Josh Greenbaum (2021)
- La furia di un uomo - Wrath of Man (Wrath of Man), regia di Guy Ritchie (2021)
- Il padre della sposa - Matrimonio a Miami (Father of the Bride), regia di Gary Alazraki (2022)
- Book Club - Il capitolo successivo (Book Club: The Next Chapter), regia di Bill Holderman (2023)
- I mercenari 4 - Expendables (Expend4bles), regia di Scott Waugh (2023)
- Pain Hustlers - Il business del dolore (Pain Hustlers), regia di David Yates (2023)
- Long Gone Heroes, regia di John Swab (2024)

#### Televisione
- Hill Street giorno e notte (Hill Street Blues) – serie TV, episodi 1x01-4x20 (1981-1984)
- La signora in giallo (Murder, She Wrote) – serie TV, episodio 1x01 (1984)
- Alfred Hitchcock presenta (Alfred Hitchcock Presents) – serie TV, episodio 1x08 (1985)
- La contropartita (Clinton and Nadine, intitolato anche Blood Money), regia di Jerry Schatzberg – film TV (1988)
- Ai confini della giustizia (Swing Vote), regia di David Anspaugh – film TV (1999)
- The Arturo Sandoval Story (For Love or Country: The Arturo Sandoval Story), regia di Joseph Sargent – film TV (2000)
- Will & Grace – serie TV, episodio 5x12 (2003)
- Ballers – serie TV, 6 episodi (2016)
- My Dinner with Hervé, regia di Sacha Gervasi – film TV (2018)
- Modern Love – serie TV, episodi 1x02-1x08 (2019)
- Rebel – serie TV, 10 episodi (2021)

#### Pubblicità
- Amaro Averna (2016-2018)
- Nespresso (2017)

### Doppiatore
- Beverly Hills Chihuahua (2008)
- I Simpson (The Simpsons) – serie TV, 1 episodio (2011)
- Dora's Royal Rescue (2012) – voce film TV
- Rio 2 - Missione Amazzonia (Rio 2), regia di Carlos Saldanha (2014)
- 3 in mezzo a noi - I racconti di Arcadia (3Below: Tales of Arcadia) – serie TV, 7 episodi (2018-2019)

### Produttore
- Cachao... Como Su Ritmo No Hay Dos, regia di Andy Garcia – documentario (1993)
- Biglietti... d'amore (Just the Ticket), regia di Richard Wenk (1999)
- Ai confini della giustizia (Swing Vote), regia di David Anspaugh – film TV (1999)
- The Arturo Sandoval Story (For Love or Country: The Arturo Sandoval Story), regia di Joseph Sargent – film TV (2000)
- The Unsaid - Sotto silenzio (The Unsaid), regia di Tom O'Loughlin (2001)
- L'ultimo gigolò (The Man from Elysian Fields), regia di George Hickenlooper (2001)
- I colori dell'anima (Modigliani), regia di Mick Davis (2004)
- The Lost City, regia di Andy Garcia (2005)
- Cachao: Uno Mas, regia di Dikayl Rimmasch - documentario (2008)
- City Island, regia di Raymond De Felitta (2009)
- American Masters – serie TV, 1 episodio (2010)
- Magic City Memoirs, regia di Aaron J. Salgado (2011)
- A Dark Truth - Un'oscura verità (A Dark Truth), regia di Damian Lee (2012)

### Regista
- Cachao... Como Su Ritmo No Hay Dos – documentario (1993)
- ¡Ahora sí! (2003)
- Nuestra Navidad 2003 – film TV (2003)
- The Lost City (2005)
- George Lopez – serie TV, 1 episodio (2005)
- Cold Case - Delitti irrisolti – serie TV, 1 episodio (2007)

## Riconoscimenti
- Premio Oscar
  - 1991 – Candidatura al miglior attore non protagonista per Il padrino - Parte III

- Golden Globe
  - 1991 – Candidatura al miglior attore non protagonista per Il padrino - Parte III
  - 2001 – Candidatura al miglior attore film tv per The Arturo Sandoval Story

- ALMA Award
  - 2001 – Miglior attore non protagonista per Ocean's Eleven - Fate il vostro gioco

## Doppiatori italiani
Nelle versioni in italiano delle opere in cui ha recitato, Andy García è stato doppiato da:
- Roberto Chevalier ne Il padrino - Parte III, Eroe per caso, Prove apparenti, Soluzione estrema, Ai confini della giustizia, The Unsaid - Sotto silenzio, La tela dell'assassino, L'ultima porta - The Lazarus Child, The Lost City, The Air I Breathe, La Pantera Rosa 2, Modern Love, Bastardi in divisa, Rebel, La biografia di Floyd
- Massimo Rossi ne Gli occhi del delitto, City Island, Across the Line, Linea nemica - 5 Days of War, Book Club - Tutto può succedere, My Dinner with Hervé, Il padre della sposa - Matrimonio a Miami, Book Club - Il capitolo successivo, I mercenari 4 - Expendables
- Massimo Lodolo in Ocean's Eleven - Fate il vostro gioco, I colori dell'anima, Ocean's Twelve, Ocean's Thirteen, Cristiada, A Dark Truth - Un'oscura verità, Ballers, Geostorm, Barb e Star vanno a Vista Del Mar
- Massimo Giuliani in Alfred Hitchcock presenta, 8 milioni di modi per morire, The Untouchables - Gli intoccabili, La forza della volontà, L'altro delitto, The Arturo Sandoval Story
- Mauro Gravina in Black Rain - Pioggia sporca, Affari sporchi, Will & Grace, L'ultimo gigolò, Innamorarsi a Middleton
- Fabrizio Temperini in Maledetta estate, Prova di forza, Rob the Mob
- Angelo Maggi in Confidence - La truffa perfetta, Smokin' Aces, New York, I Love You
- Massimo Lopez in Max Steel, Mamma Mia! Ci risiamo, Il corriere - The Mule
- Pasquale Anselmo ne Il gemello scomodo, Autobiografia di un finto assassino
- Roberto Pedicini in Hoodlum, Ghostbusters
- Luca Ward in Biglietti... d'amore, La linea
- Luca Biagini ne La regola del gioco, Bent - Polizia criminale
- Edoardo Siravo in Pain Hustlers - Il business del dolore, Landman
- Stefano Mondini ne La signora in giallo
- Massimiliano Manfredi in Amarsi
- Andrea Ward in Cosa fare a Denver quando sei morto
- Franco Mannella in Quello che tu non vedi
- Massimo De Ambrosis in La furia di un uomo - Wrath of Man

Da doppiatore è sostituito da:
- Fabrizio Pucci in Beverly Hills Chihuahua
- Pasquale Anselmo ne I Simpson
- Massimo Lopez in Rio 2 - Missione Amazzonia
- Massimo Bitossi in 3 in mezzo a noi - I racconti di Arcadia